# Octophialucium indicum
Octophialucium indicum är en nässeldjursart som beskrevs av Paul Torben Lassenius Kramp 1958. Octophialucium indicum ingår i släktet Octophialucium och familjen Malagazziidae.
Artens utbredningsområde är Indiska oceanen. Inga underarter finns listade i Catalogue of Life.